# Bianca Castafiore
Bianca Castafiore o senzillament La Castafiore és un personatge de ficció de la sèrie de còmics Les aventures de Tintín, creada pel dibuixant belga Hergé. És l'únic personatge destacat femení, però en general no surt gaire ben parada en els guions d'Hergé, essent no obstant un dels personatges més recurrents.
Bianca Castafiore és una cantant d'òpera italiana coneguda internacionalment com a El Rossinyol milanès. La Castafiore viatja acompanyada de la seva secretaria Irma i del seu pianista Igor Wagner. Per norma general, els qui estan al seu costat, especialment el Capità Haddock, no aprecien les qualitats del seu cant, fet que a ella sembla importar-li ben poc. Bianca Castafiore sembla estar enamorada platònicament del Capità Haddock, malgrat que mai aconsegueix pronunciar bé el seu nom (Harrock, Karpock, Kodak...).

## Biografia de ficció
La Castafiore apareix per primera vegada a El ceptre d'Ottokar, publicat originalment a Le Petit Vingtième entre entre el 4 d'agost de 1938 i el 10 d'agost de 1939. La seva primera aparició es va produir el 5 de gener de 1939 a la pàgina 43 de 106 que tenia originalment. També apareix és a Les 7 boles de cristall, L'afer Tornassol, Stoc de Coc, Les joies de la Castafiore i Tintín i els "Pícaros", i apareixeria a l'inacabat Tintín i l'Art-Alfa. Tot i que sembla una de les cantants d'òpera més importants de la seva generació, només se la veu cantar alguns versos de l'ària L'air des bijoux, de Faust. Quan està de gira es fa acompanyar pel seu pianista, Igor Wagner, i la seva cambrera, Irma.